# CD Baby
CD Baby, Inc. là cửa hàng âm nhạc trực tuyến chuyên bán các đĩa compact, bản ghi vinyl và các bản nhạc tải về từ các nhạc sĩ tự do. Công ty cũng là nơi tập hợp các bản ghi âm kỹ thuật số của các bài nhạc indie, rồi phân phối lại các nội dung cho vài nhà bán lẻ nhạc trực tuyến.
CD Baby là một trong số ít các nguồn thông tin về doanh số đĩa CD bán được trong ngành công nghiệp âm nhạc indie, CD Baby là tên doanh nghiệp của Hit Media, Inc., thuộc Nevada Corporation và được thành lập bởi Derek Sivers năm 1997. Sivers sau đó đã bán lại CD Baby cho Disc Makers vào năm 2008 với giá được tiết lộ từ Silvers là 22 triệu đô.
Hoạt động công ty hiện tại đã vươn tầm ra khỏi Portland, Oregon. CD Baby cho phép các nghệ sĩ được tự thiết lập mức giá bán cho đĩa CD của mình: CD Baby lấy số tiền lời 4 đô la cho mỗi CD được bán ra, phần còn lại được dùng để thanh toán cho các nghệ sĩ hàng tuần. Họ cũng thu phí thiết lập lần đầu với 49 đô la cho mỗi album và 9,99 đô la cho mỗi bài hát.

## Lịch sử
CD Baby được thành lập năm 1998 tại Woodstock, New York, bởi Derek Sivers. Sivers xuất thân là một nhạc sĩ, sau đó ông tạo ra website nhằm bán các sản phẩm âm nhạc của mình. Như một sở thích, ông bắt đầu bán thêm các CD của những người bạn và ban nhạc địa phương. Ban đầu, Sivers nghe qua tất cả các CD ông đã bán (sau đó công ty đã tuyển nhân viên chuyên làm việc này, nhưng ngày nay, CD Baby không còn nghe mọi bản nhạc gửi về cho công ty).
Sau đó Sivers đã thuê John Steup vào chức vụ phó chủ tịch, đồng thời cũng là nhân viên đầu tiên của công ty. Hiện nay, CD Baby có khoảng 100 nhân viên làm các công việc từ quản lí kho đến quản lí chương trình, phát triển kinh doanh hay dịch vụ chăm sóc khách hàng.
Sivers hợp tác với Oasis Disc Manufacturing để phân phối danh sách nghệ sĩ Oasis hoàn chỉnh.
Mặc dù đa phần các nghệ sĩ làm việc với CD Baby là những nghệ sĩ Bắc Mỹ, nhưng có đến khoảng 30% đơn đặt hàng của CD Baby lại đến từ nước ngoài.
Năm 2004, CD Baby bắt đầu mở dịch vụ phân phối trực tuyến. Bằng cách chọn tham gia dịch vụ phân phối trực tuyến, các nghệ sĩ có thể ủy quyền cho CD Baby thay mặt họ gửi các bản nhạc đến các nhà bán lẻ trực tuyến như iTunes, Emusic, Rhapsody, Napster, Spotify, Amazon MP3, Google Play, Pandora, 8tracks, Shazam, Apple Music, TIDAL, YouTube Music, Groove Music, Napster, iHeartRadio, eMusic, Medianet, Tradebit, Slacker, 24-7, 7digital, Deezer, Guvera, boinc, GreatIndieMusic, Rara, Yandex.Music, InProdicon, Kdigital, Saavn, Claro música, Kuack, Amazon Music, MusicMatch, Didiom, MusicNet,... Các bài hát trên CD Baby hiện cũng đã khả dụng trên Spotify.
Tháng 8 năm 2008, có thông báo về việc Disc Makers, một hãng chuyên sản xuất CD và DVD, đã mua lại CD Baby (và cả Host Baby) với giá 22 triệu đô la sau mối quan hệ hợp tác 7 năm giữa hai công ty, theo thông tin từ Sivers.

### Lịch sử kỹ thuật
Tính đến năm 2009, CD Baby chạy trên ngôn ngữ lập trình PHP và cơ sở dữ liệu MySQL. Sivers thông báo vào năm 2005 ông đang viết lại toàn bộ hệ thống bằng chương trình Ruby on Rails và PostgreSQL. Sau khi mất đến 2 năm miệt mài thực hiện, ông cảm thấy mình còn chưa hoàn thành được một nửa công việc, sau đó ông không viết theo mã mới mà viết lại phần mềm trong các ngôn ngữ lập trình gốc là PHP, cơ sở dữ liệu MySQL. Sivers nhấn mạnh rằng "Rails như một vị giáo viên thú vị" nhưng rồi đưa ra kết luận rằng PHP đã hoàn thành tốt nhiệm vụ của nó sau khi ông học được một bài học từ Ruby on Rails.
CD Baby khởi động lại trang web cùng với những thay đổi đáng kể trong cơ sở cấu trúc (sử dụng ASPX) nhằm phát triển công ty xa hơn trong tương lai, bao gồm các việc dự phòng như bảo vệ tài nguyên gốc trên trang web theo cách mới mà trước kia không khả dụng với các nghệ sĩ. Trang web sẽ không chạy trên ngôn ngữ lập trình trước đây PHP. Trang web mới gặp khá nhiều sự cố nghiêm trọng lúc đầu, nhưng điều này không ảnh hưởng đến việc trả tiền cho các nghệ sĩ theo doanh số bán ra được gửi đến CD Baby bởi các đối tác và các nguồn khác, lấy số tiền nhận được, và thanh toán cho các nghệ sĩ theo cách họ đã chọn.

## CD Baby và các nhạc sĩ

### Các nghệ sĩ đáng chú ý tại CD Baby
CD Baby sở hữu doanh mục với hơn 350,000 album cùng hơn 2 triệu bài hát có thể tải về. Âm nhạc có thể được sáng tác từ những người thích thú chỉ xem nó như một công việc bán thời gian, tới những nhạc sĩ chuyên sáng tác với sự nghiệp thành công, với mọi thể loại, từ phong trào tiên phong đến gây ra những ảnh hưởng với nền âm nhạc trên toàn thế giới. Dave Matthews có 1 album được bán trên CD Baby, thu âm cùng Mark Roebuck trước khi gia nhập vào Dave Matthews Band, ra mắt với tên Tribe of Heaven. Các nghệ sĩ đáng chú ý khác có phát hành sản phẩm âm nhạc thông qua CD Baby có thể kể đến Ingrid Michaelson người luôn ủy thác cho CD Baby phân phối nhạc dưới dạng kĩ thuật số, các nghệ sĩ nhạc đồng quê Mỹ Mary Gauthier, Gretchen Peters, và Tom Russell;  nhạc sĩ nhạc blue Harmonica Hinds, Jeremiah Johnson, và Liz Mandeville; Nhà sáng tác và soạn nhạc piano người Mỹ-Ý Richard Aaker Trythall; ca sĩ-nhạc sĩ người Canada Allison Crowe; nhóm nhạc Anh Nizlopi; tay vilon cổ điển Mỹ gốc Ý Nadja Salerno-Sonnenberg, giám đốc âm nhạc của New Century Chamber Orchestra; ca sĩ opera người Mỹ-Nga Elena Zoubareva; và Big Sur. Ca sĩ-nhạc sĩ người Mỹ Grayson Hugh bán các bản nhạc trên CD Baby, cũng như trang web của ông. Nghệ sĩ từng đoạt giải Grammy Janis Ian, tay chơi piano trong giới nhạc sĩ tự do tiếp thị trực tuyến, bán CD trên CD Baby và cả trang web riêng.
Các ban nhạc punk rock vùng Trung Đông Degenerates và Spite cũng bán ra các bài hát của họ trên CD Baby.
Ca sĩ gốc Hồng Kông Wing, nổi tiếng với vai trò khách mời trong 1 tập phim South Park, cũng bán các ca khúc trên CD Baby.
Fabien Biancalani (ca sĩ người Pháp), cũng bán nhạc trên CD Baby.
Ca sĩ-nhạc sĩ người Na Uy Stig Gustu Larsen, đã phát hành 2 đĩa EP đứng đầu các bảng xếp hạng trên CD Baby. Đĩa EP gần đây nhất "Lifelines + Echoes" ra mắt leo lên vị trísố 1 tại bảng xếp hạng iTunes của Na Uy.
Các nghệ sĩ nổi tiếng khác trên thế giới cũng bán album trên CD Baby cũng gồm có Kaysha, Soumia và Julio D.

## Xuất hiện trên báo chí
- "Independent Musicians Find Unexpected Rewards in Streaming", Ben Sisario của NYT, ngày 22 tháng 10 năm 2015
- "CD Baby Finds Success in Online Music Niche", chuyên mục Morning Edition NPR's của Marcie Sillman, ngày 28 tháng 12 năm 2004
- "CD Baby's Unlikely Alliance with Best Buy" mục Morning Edition NPR's viết bởi Annie Baxter, ngày 2 tháng 2 năm 2006
- "Baby Love" Lưu trữ ngày 15 tháng 12 năm 2006 tại Wayback Machine Matt Welch, tờ LA Weekly, ngày 9 tháng 6 năm 2005
- "Derek Sivers of CD Baby" Lưu trữ ngày 21 tháng 4 năm 2009 tại Wayback Machine, Venture Voice, Show # 19
- "It's the future, baby: How CD Baby helps indie musicians with online distribution" Lưu trữ ngày 12 tháng 10 năm 2006 tại Wayback Machine từ Kristin Thomson, Future of Music Coalition, ngày 8 tháng 10 năm 2003
- The Future of the Music Business: How to Succeed with the New Online Technologies, của Steve Gordon, Backbeat Books, 2005, ISBN 0-87930-844-3, p. 213-225 ("An Interview with Derek Sivers, Founder and President of CD Baby")